# Blakea attenboroughii
Blakea attenboroughii är en tvåhjärtbladig växtart som beskrevs av Penneys. Blakea attenboroughii ingår i släktet Blakea och familjen Melastomataceae. Inga underarter finns listade i Catalogue of Life.